# Ochranné opatření
Ochranné opatření je prostředek z oblasti trestního práva sloužící k dosažení účelu trestního zákoníku. Jde sice o trestní sankci, ne však o trest, účelem ochranných opatření je ochrana společnosti před pachateli trestných činů a činů jinak trestných, jakož i před nebezpečnými věcmi, které musí být vždy ve vztahu ke spáchanému trestnému činu či činu jinak trestnému a dále v pomoci osobám stiženým chorobou, aby mohly vést řádný život. Mezi ochranná opatření patří zabezpečovací detence, zabrání věci, ochranné léčení, zabrání části majetku a ochranná výchova podle zákona o soudnictví ve věcech mládeže. pod tento výčet spadá i zabrání náhradní hodnoty a zabrání spisů a zařízení.
Hlavním kritériem, které určuje nutnost ochranného opatření a jeho intenzitu je potřeba léčení, výchovy či zneškodnění. Oproti standardním trestům je možné je uložit i osobám, které nejsou trestně odpovědné. Ochranné opatření může doplňovat či nahrazovat trest. Ochranné opatření je upraveno v § 98 a násl. trestního zákoníku.

## Ochranné léčení
Ochranné léčení s ukládá nebezpečným osobám, které není možné stíhat pro jejich nepříčetnost, duševní poruchu či pro užívání návykových látek.
Možnosti, kdy je ochranné léčení nařízeno:
- osoba není trestně odpovědná
- trestný čin byl spáchán ve stavu zmenšené příčetnosti
- trestný čin byl spáchán ve stavu vyvolaném duševní poruchou
- pachatel zneužívá návykovou látku

Léčení může probíhat i ambulantně. Ochranné léčení může trvat tak dlouho, jak je to nutné, maximální doba jsou však dva roky (v souhrnu).

## Zabezpečovací detence
K detenci soud přistupuje v případě, že by ochranné léčení samo o sobě nevedlo k dostatečné ochraně společnosti. Je určeno osobám mimořádně nebezpečným, jako jsou agresoři, psychopatičtí recidivisté a sexuální devianti.
Jde, vedle doživotního trestu odnětí svobody, o nejzazší prostředek trestního práva, protože může být spojeno s doživotní izolací. Soud je povinen minimálně jednou za 12 měsíců prozkoumat, zda trvají důvody pro detenci. U mladistvých je toto přezkoumání nutné každých 6 měsíců.
Detence se vykonává v ústavu se zvláštní ostrahou zřizovaném a spravovaném Vězeňskou službou.

## Zabrání věci nebo jiné majetkové hodnoty
K tomuto opatření soud přistupuje, pokud není možné použít trestu propadnutí věci, tedy:
- náleží-li věc pachateli, kterého nelze stíhat nebo odsoudit
- od jehož potrestání soud ustoupil
- ohrožuje-li bezpečnost lidí či majetku

Dále může být věc zabrána v případě, že jde o výnos z trestného činu (či pořízená z jeho odměny).

## Ochranná výchova
Ochranná výchova se týká se pachatelů mladších 18 let a její uložení spadá do oblasti soudnictví ve věcech mládeže.